# Inga planer i himlen
Inga planer i himlen är en amerikansk komedifilm från 1951 i regi av Clarence Brown med Paul Douglas och Janet Leigh i huvudrollerna. Paul Douglas spelar en ilsken coach för baseballaget Pittsburgh Pirates som börjar höra en ängels röst som uppmanar honom att ändra på sitt beteende. Många av filmens scener spelades in på baseballarenan Forbes Field i Oakland.

## Rollista
- Paul Douglas - Aloysius X. McGovern, kallad 'Guffy'
- Janet Leigh - Jennifer Paige
- Keenan Wynn - Fred Bayles
- Donna Corcoran - Bridget White
- Lewis Stone - Arnold P. Hapgood
- Spring Byington - syster Edwitha
- Bruce Bennett - Saul Hellman
- Marvin Kaplan - Timothy Durney
- Ellen Corby - syster Veronica
- Jeff Richards - Dave Rothberg
- King Donovan - Mack McGee